# Cade Gotta
Cade Robert Gotta, más conocido como "Popeye" (nacido en San Diego, California, Estados Unidos, el 1 de agosto de 1991), es un beisbolista y profesional estadounidense que juega en las posiciones de OF en la Liga Mexicana de Béisbol [[LMB
 )]]   , juega con el equipo de Tecolotes de los Dos Laredos]]
Cade llegó otra vez a los Navegantes del Magallanes, donde logró salir campeón y MVP de la temporada 2021-2022 de la LVBP, consagrándose a su vez ser el MVP importado (en finales), después de Mike Romano quien lo logró en el 2004.

## Carrera en el Béisbol

### 2021-22
Cade Gotta se queda con el premio "Robert Pérez" al jugador "Más valioso" de una gran final de 7 partidos completos como campista central de la serie LVBP entre Navegantes del Magallanes vs. Caribes de Anzoátegui.